# Salsa americana
La salsa americana (en  francès  sauce à l'américaine  o  sauce à l'armoricaine ) és una salsa feta amb un fumet de mariscs aromatitzat amb tomàquet, all, ceba, conyac i vi blanc.

## Història
La salsa està basada en el plat "llamàntol a l'americana", també anomenat "llamàntol a la armoricana", divulgat al voltant de la dècada de 1870 per un cuiner francès, Pierre Fraisse, que havia treballat als Estats Units -lloc que va donar nom a la recepta, encara que existeixen discrepàncies-. Era propietari d'un restaurant a París, el  Peter's. La recepta va néixer una nit que se li havien esgotat la majoria dels productes, i que li van venir a sopar uns amics seus. Només tenia llamàntolls destinats a ser servits a l'endemà. Davant la manca de temps, Fraisse va trossejar els llamàntols i els va ofegar en oli d'oliva. Els va flamejar amb conyac i els va posar sobre un llit de tomàquets, ceba i all picat, abans de posar-hi vi blanc i coure-ho tot a foc viu.
No obstant això, hi ha certa polèmica sobre el veritable origen del plat (del què es deriva la salsa de el mateix nom). A la Bretanya francesa, el nom original en  francès, és "Armorique" (Armòrica), els pescadors tenien el costum de menjar trossos de llamàntol o de llagosta cuits en sidra amb conyac. Altres variants en què s'afegia al brou, tomàquet, all, i vi del país a part del conyac, existien a la regió de Bordeus (llamàntol a la bordelesa), a la Provença (llamàntol a la provençal) i a Catalunya (llamàntol a la catalana), des de principis de segle xviii.
Aquestes receptes són variants de la de Fraisse, i els cuiners actuals estan cada vegada més d'acord en reconèixer l'autoria del llamàntol o llagosta a l'americana. D'altra banda, Fraisse era meridional, de la ciutat de Seta, el que corrobora l'ús del tomàquet, una hortalissa pràcticament desconeguda a la Bretanya de segle xix.

## Característiques de la salsa americana
A causa de la dificultat d'aconseguir llamàntol o llagosta, se sol recórrer a nècores o a escamarlans frescos amb la seva closca. Després de picar-o tallar-les, es saltegen i es flamegen amb conyac. S'afegeix el Mirepoix de verdures amb les espècies, s'ofega uns minuts i es cou en vi blanc. El temps de cocció serà d'uns 20 o 25 minuts per aconseguir un brou concentrat, o fumet. Es filtra o es tritura amb una batedora i es passa pel "xino". Aquesta última opció permet obtenir un brou més dens.
Segons l'ús que es vol donar a la salsa, es pot utilitzar tal qual o donar-li una consistència més cremosa afegint-li un roux o  nata espessa.

## Plats amb salsa americana
Els plats que porten incorporada salsa americana plats de peixos, crustacis o cefalòpodes; tot i que també es porta a plats carnis i amb ous.
Per la seva delicat sabor, aquesta salsa se sol emprar tal qual per acompanyar tot tipus de peixos al forn o a la planxa, i de marisc. També es pot afegir a arrossos, fideuas, sopes, i plats amb peix i marisc. Serveix per lligar farcits de peix i donar-los consistència, i en croquetes de marisc. 

## Altres sentits
A Xile es coneix com a salsa americana una salsa feta amb cogombre, ceba i pastanaga picats en talls prims, i marinats en vinagre.